# Hôtel Jean Beaucé
L'hôtel Jean Beaucé, est un édifice de la Renaissance, construit par le financier du même nom, en 1554. Il est situé au 1, rue Lebascle, à Poitiers.

## Historique
C'est ici qu'eut lieu en 1558 le colloque fondateur des églises réformées de France, et en 1561 le deuxième synode national.
Les intérieurs ont été réaménagés au XVIIIe siècle.
Il a été agrandi au XIXe siècle et en 1912.
Il fut occupé par la Feldgendarmerie durant la Seconde Guerre mondiale.
L'hôtel est classé au titre des monuments historiques par arrêté du 25 octobre 1966. 
C'est aujourd'hui un immeuble privé, comprenant plusieurs appartements. L'édifice a été rénové en 2013.

## Architecture

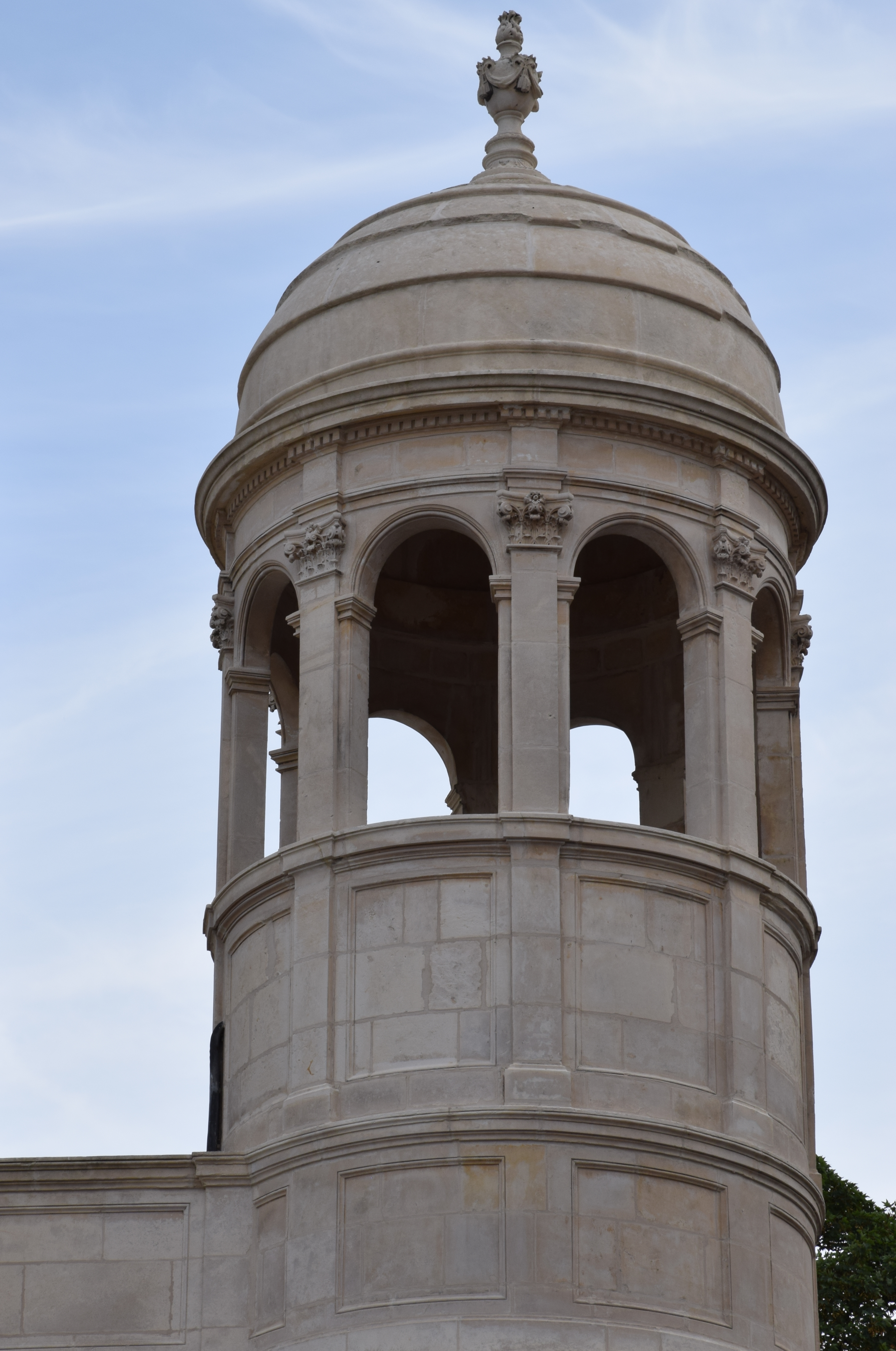
La tour et sa coupole.

L'édifice présente une surprenante façade renaissance dotée d'une tour d'escalier pittoresque, d'une lucarne d'angle, ainsi qu'une tour décorative surmontée d'une coupole rajoutée au XIXe siècle.

## Décor
Le décor renaissance reprend des motifs typiques de la période, tels qu'on pouvait en voir près de Poitiers au château de Bonnivet. Ainsi, les lucarnes, les frontons et les éléments de la façade déclinent les motifs à l'antique (rappelant l'antiquité grecque et romaine) : pilastres, balustres, médaillons et bustes d'empereurs romains, mascarons, rinceaux et décors floraux. La dextérité des sculpteurs se traduit dans l'angle du bâtiment au niveau de la rue du Puygarreau. À cet endroit les consoles, mascarons, pilastres et corniches sont traités en fausse perspective pour accentuer leur saillie.

## Extension moderne

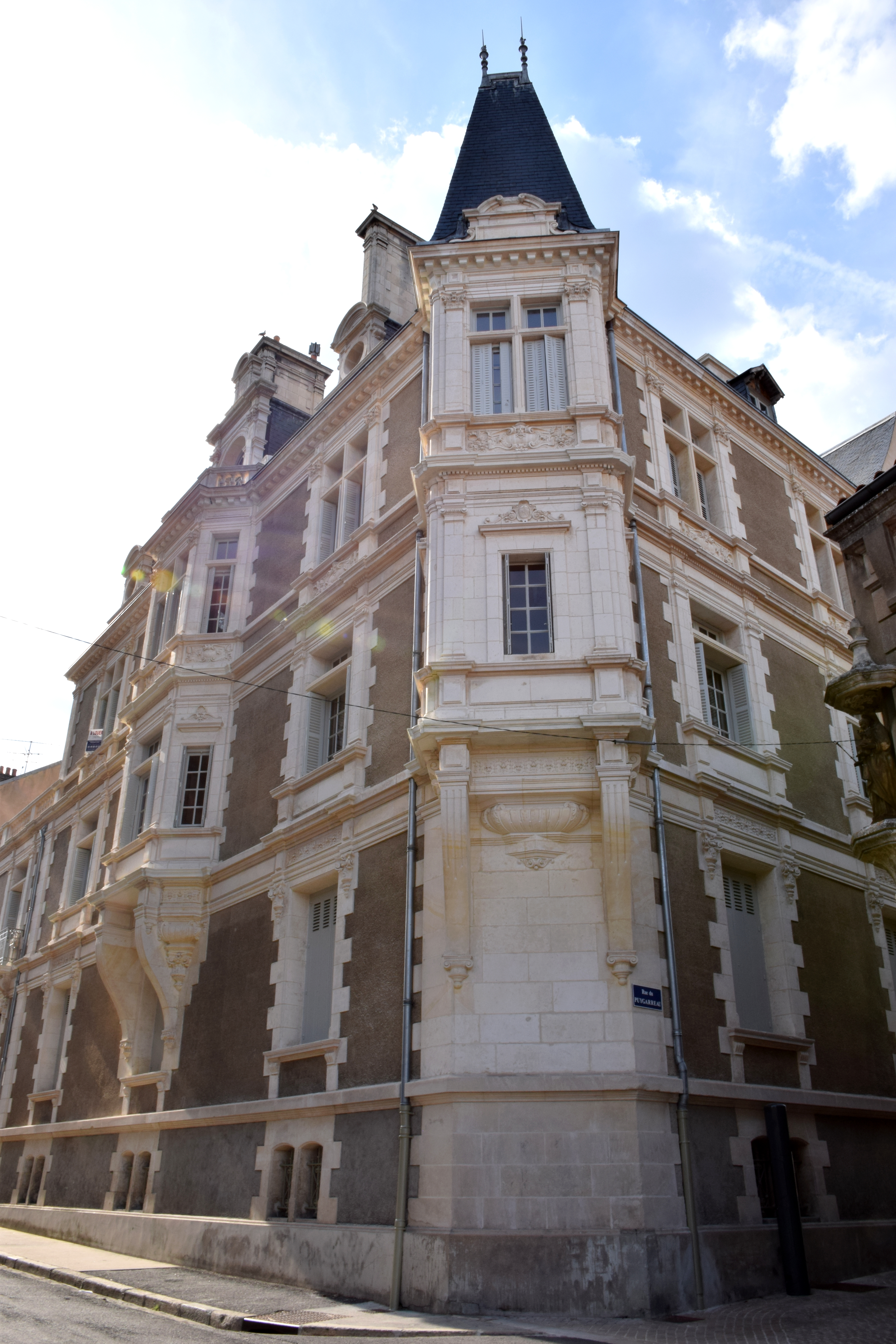
La façade néo-Renaissance.

En 1912, le bâtiment est agrandi sur l'arrière, avec une façade néo-Renaissance donnant sur la rue Louis-Renard. Elle décline des motifs d'inspiration renaissance mais traités de façon plus sèche, selon le style de l'époque. La façade elle-même présente un décroché percé de fenêtres arquées et des lucarnes, selon une forme courante pour les immeubles de rapport.